# Vitolo
Vitolo, właśc. Víctor Machín Pérez (ur. 2 listopada 1989 w Las Palmas de Gran Canaria) – hiszpański piłkarz występujący na pozycji napastnika w hiszpańskim klubie Atlético Madryt oraz w reprezentacji Hiszpanii.

## Kariera klubowa
Wychowanek UD Las Palmas od 28 czerwca 2013 roku broni barw Sevilla FC. Debiut w Primera División zaliczył już 18 sierpnia w spotkaniu z Atlético Madryt, a pierwszą bramkę w hiszpańskiej ekstraklasie zdobył 10 listopada w starciu z Espanyolem Barcelona. W swoim pierwszym sezonie na Estadio Ramón Sánchez Pizjuán triumfował w Lidze Europy (na drodze do sukcesu jego zespół wyeliminował Mladost Podgorica, Śląsk Wrocław, SC Freiburg, Estoril Praia, NK Maribor, Real Betis, FC Porto, Valencia CF, a w finale na Juventus Stadium pokonał Benficę Lizbona). Kilka miesięcy po turyńskim triumfie Vitolo grał w przegranym Superpucharze Europy 2014.

## Sukcesy

### Sevilla
- Liga Europy UEFA: 2013/14, 2014/15, 2015/16

### Atlético Madryt
- Liga Europy UEFA: 2017/18
- Superpuchar Europy UEFA: 2018